# Broń sieczno-kolna

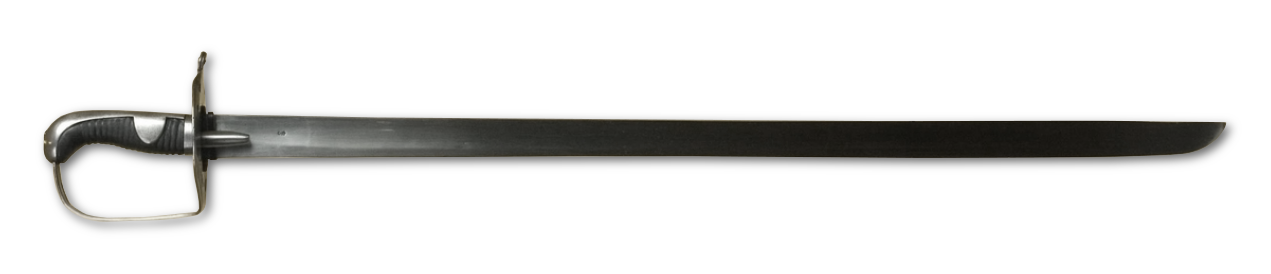
Pałasz – przykład broni sieczno-kolnej

Broń sieczno-kolna (tnąco-kłująca) – broń biała łącząca w sobie cechy broni siecznej i kolnej, umożliwiająca równie ergonomiczne  zadawanie cięć jak i pchnięć. Umożliwia to odpowiednia budowa głowni (np. miecz) lub połączenie jej kilku rodzajów na jednym drzewcu (np. halabarda). 

## W szermierce sportowej
W szermierce sportowej pchnięcie polega na osadzeniu końca broni na ważnym polu trafienia przeciwnika. Cięcie zadawane jest poprzez zetknięcie się ostrza lub tylca klingi z ważnym polem trafienia przeciwnika. W szermierce sportowej tylko jedna z trzech broni, szabla, jest bronią sieczno-kolną. Pozostałe dwie, floret i szpada, tworzą dziedzinę szermierki znaną jako szermierka kolna.